# Saint-Maurice-la-Clouère
Saint-Maurice-la-Clouère är en kommun i departementet Vienne i regionen Nouvelle-Aquitaine i västra Frankrike. Kommunen ligger i kantonen Gençay som tillhör arrondissementet Montmorillon. År 2022 hade Saint-Maurice-la-Clouère 1 310 invånare.

## Befolkningsutveckling
Antalet invånare i kommunen Saint-Maurice-la-Clouère
| Referens: INSEE |